# Venkatraman Ramakrishnan
Venkatraman Ramakrishnan, né le 5 avril 1952 à Chidambaram dans le Tamil Nadu en Inde, est un biologiste moléculaire américain,. Il est corécipiendaire du prix Nobel de chimie de 2009 avec Thomas Steitz et Ada Yonath. Venkatraman Ramakrishnan était président de la Royal Society entre 2015 et 2020.

## Biographie
Venkatraman Ramakrishnan fait ses études à l'université Baroda en Inde, puis part aux États-Unis pour faire sa thèse à l'université de l'Ohio qu'il obtient en 1978. Il fait un post-doc à l'université Yale dans le département de chimie (1978-1982) puis obtient un poste de biophysicien de 1983 à 1995 dans le Laboratoire national de Brookhaven. En 1995, il devient professeur à l'université de l'Utah et en 1999, il intègre le Laboratory of Molecular Biology puis en 2008 le Trinity College de l'université de Cambridge en Angleterre.

## Apports scientifiques
L'essentiel de ses travaux portent sur l'identification des structures moléculaires des ribosomes par cristallographie et en particulier de la sous-unité 30S.
En 2007, il reçoit le prix Louis-Jeantet de médecine.
En 2009, Ramakrishnan, Thomas Steitz et Ada Yonath sont colauréats du prix Nobel de chimie « pour des études de la structure et de la fonction du ribosome ».